# Agustín Arrieta

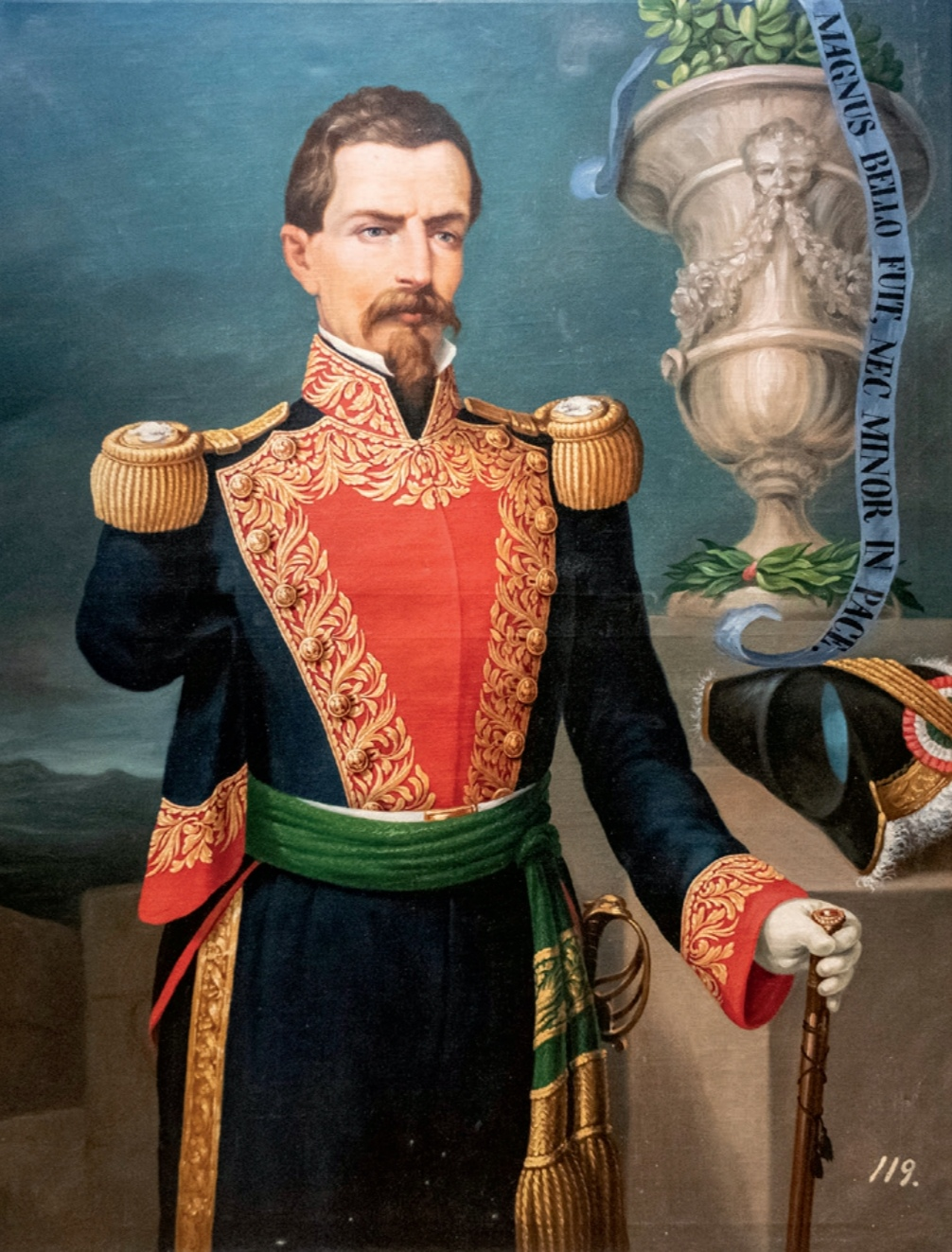
Retrato póstumo del general Luis G. Osollo, 1858, Casa de Alfeñique, Puebla

José Agustín Arrieta (Santa Ana Chiautempan, Intendencia de Puebla hoy Tlaxcala, 29 de agosto de 1803 — Puebla, 22 de diciembre de 1874) fue un pintor costumbrista mexicano que se destacó por retratar escenas de la Puebla decimonónica, ciudad en la que vivió toda su vida. 
Estudió en la Academia de Bellas Artes de Puebla y trabajó en diversos géneros pictóricos: pintura religiosa, histórica, retratos, escenas de costumbres y bodegones. Este último fue el género más representativo de su obra, especialmente las llamados alacenas, representaciones de alimentos y utensilios de cocina típicos de la gastronomía nacional.
Su legado artístico está presente en diversos museos. En la Ciudad de México, pueden encontrarse obras de su autoría en el Castillo de Chapultepec, en el Museo Soumaya, en la Casa Museo Guillermo Tovar de Teresa, en el Museo Kaluz y en el Palacio de los Condes de San Mateo de Valparaíso. En Puebla, en el Museo Amparo, el Museo José Luis Bello y González y el Museo José Luis Bello y Zetina. También está presente en varias colecciones privadas relevantes, como la Colección Blaisten o la Colección Pérez Simón. Durante algún tiempo, un museo en la ciudad de Puebla llevó su nombre.

## Formación
Hijo de Tomás Arrieta, de origen vasco, y de Rita María Fernández, fue trasplantado desde temprana edad a la ciudad de Puebla, en donde permaneció toda su vida. Existen pocas evidencias documentales de esta afirmación, excepto su acta matrimonial con María Nicolasa Lorenzana Varela, con fecha de 29 de agosto de 1826, y documentos que muestran su membresía y participaciones en concursos de la Academia de Bellas Artes de Puebla y la de San Carlos.
Su paso por la Academia de Bellas Artes de Puebla coincide con la de los profesores Lorenzo Zendejas, Salvador del Huerto, López Guerrero, Ordóñez, los hermanos Caro y José Manzo. A pesar de pertenecer a la Academia, decidió establecer su propio taller, en donde comenzó a pintar temas y géneros incomprensibles para el gusto de la clientela elitista de Puebla, de quien solo recibía modestas cantidades por sus obras. Tampoco le valió el reconocimiento en la Guía de Forasteros de 1852 por parte de los pintores poblanos, para mejorar su condición humilde; más aún, para sostenerse tuvo que aceptar un empleo de conserje en el Congreso del Estado.
José Agustín Arrieta nació en una época marcada por movimientos independentistas, que se vio reflejado en sus obras que tienen un sentido de costumbrismo, donde retrata a los mexicanos de las calles y las haciendas, que constituían un México: mestizo, único, diverso e irreverente.

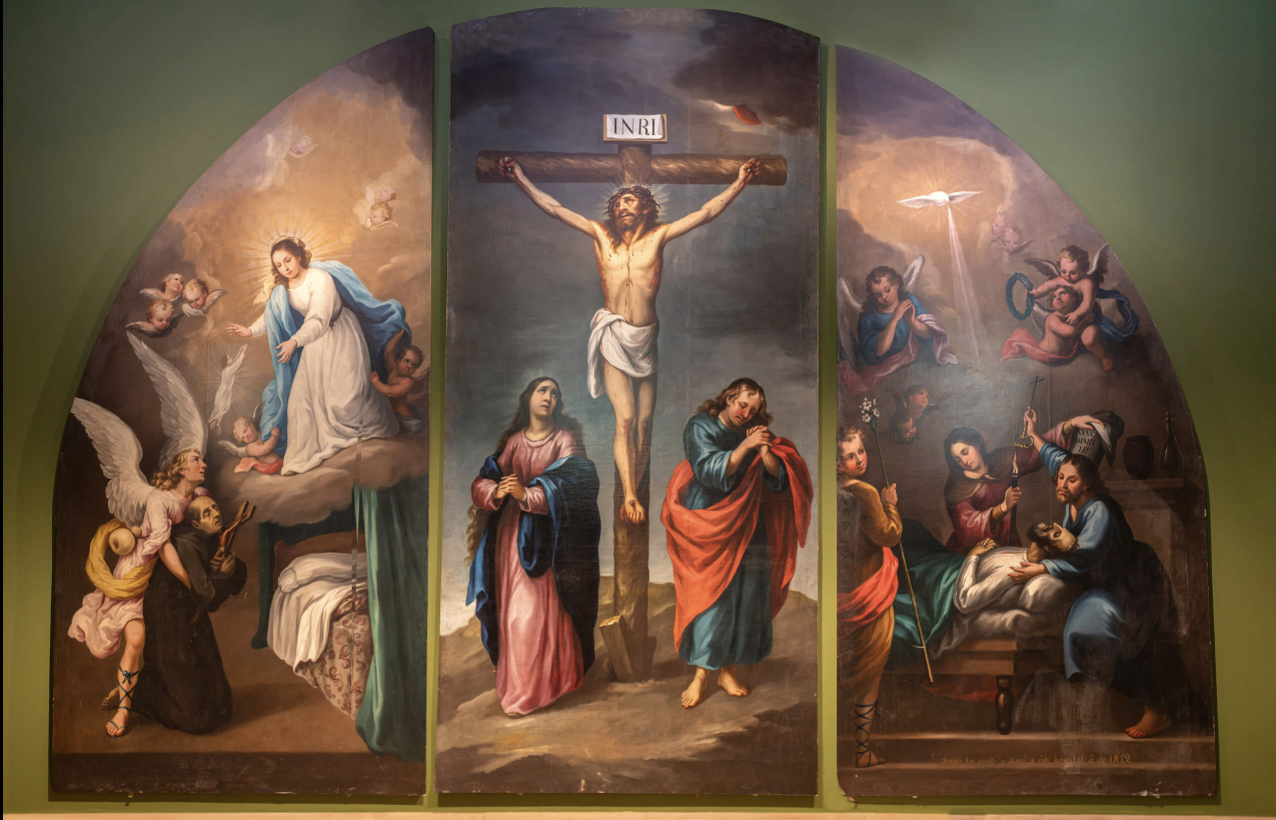
La Agonía y Muerte de San Juan De Dios y la Crucifixión de Cristo, 1852, Templo de San Juan de Dios, Puebla

Arrieta fue perfeccionando las técnicas del dibujo, la composición, el uso de los colores, la anatomía y el equilibrio, aprendidos en la Academia, lo que, aunado a su natural talento, lo llevaría a una etapa de madurez, y sus cuadros alcanzarían un carácter propio. Sin embargo, según sus críticos, se hallan errores en sus composiciones de bodegones y escenas, repetición de elementos y de personajes. Al parecer, según estos mismos, tuvo influencia de Bartolomé Esteban Murillo y de Diego Rodríguez de Silva y Velázquez. 
Su obra menos destacada es la religiosa, con presencia en varios templos de la ciudad de Puebla. En la Capilla del Sagrario Metropolitano, junto a la Catedral poblana, se encuentra una Virgen de Guadalupe, probable donación, firmada y fechada hacia 1826, año de la boda de Arrieta con su esposa. Otra imagen guadalupana del mismo autor, fechada en 1831, puede encontrarse en la iglesia del convento de la Santísima Trinidad. En 1852, donó el luneto La Agonía y Muerte de San Juan De Dios y la Crucifixión de Cristo al Hospital de San Juan de Dios, clausurado pocos años después por las Leyes de Reforma. La obra se conserva actualmente en el sotacoro de la iglesia de San Juan de Dios. También realizó obras destinadas a la devoción doméstica como San Pascual Bailón (Museo Amparo) o Árcangel San Rafael (Colección Blaisten). 

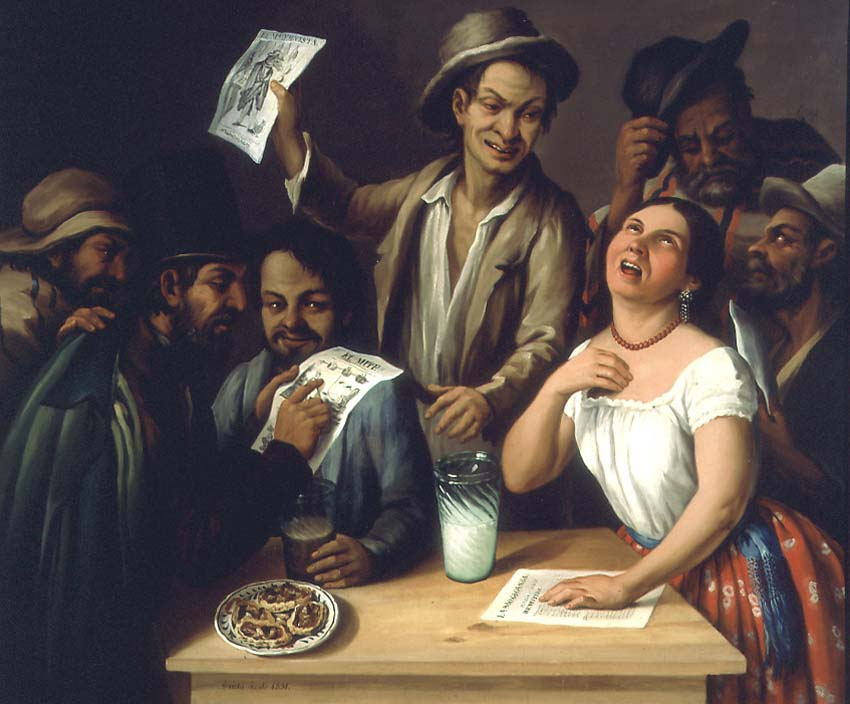
Tertulia de pulquería, 1851, Colección Blaisten, Ciudad de México

Lo que hace singular a la obra de Arrieta es el reflejo de las costumbres de la vida cotidiana en la Puebla del siglo XIX: vestimenta, gastronomía, oficios, así como virtudes y defectos, son los elementos que destacan y se repiten. A través de su obra puede conocerse con precisión al chinaco, a la china poblana, al soldado, al aguador, al clérigo, al caballero y al mendigo, entre muchos otros. Arrieta hallaba una particular fascinación por las escenas mundanas como Tertulia de pulquería, sitios de los que Puebla tenía en exceso, y otras como una riña callejera y el mercado, a los que les imprimió un aire anecdótico y festivo. Otros cuadros costumbristas de igual fama son La cocina poblana, Vendedores de horchata, La sorpresa, Agualojera, Escena popular de mercado y Procesión en Cholula.

## Arrieta y el naturalismo

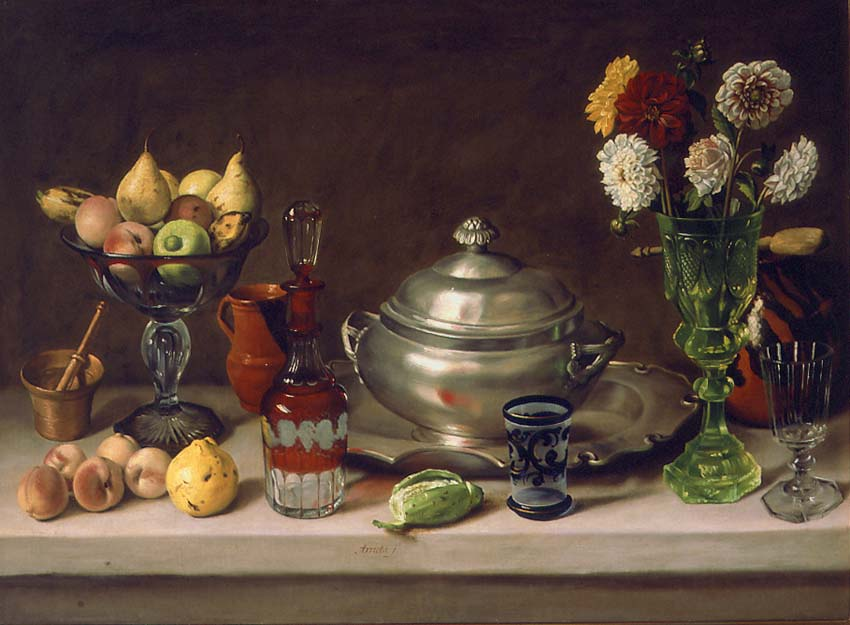
Cuadro de comedor (con sopera), hacia 1858, Colección Blaisten, Ciudad de México

Arrieta trató de rescatar el género pictórico del bodegón lleno de simbolismos y muy común en el siglo XVII, y que luego pasó al siglo XVIII como simples representaciones naturales. La Academia de San Carlos ni siquiera se preocupó de incluir como asignatura, pero Arrieta asume la labor de rescatar el género empleando los exóticos alimentos mexicanos y los enseres que se emplean en particular en la cocina poblana. Destacan en las obras el realismo de las texturas, los colores brillantes de las frutas, el efecto realista de los vidrios y cristales que son el mayor atractivo de sus pinturas, aunque según sus críticos no hay una relación lógica entre algunas reperesentaciones antagónicas como la de un gato hierático junto a un pollo.
Arrieta incursionó en el retrato, pintando algunos personajes destacados de la sociedad poblana, pero sus críticos, entre ellos el historiador Guillermo Prieto, afirman que Arrieta mostró fallos en la anatomía, como en la representación de las manos y la baja calidad en los tejidos y texturas.
Por sus ideas contrarias a las que privaban en su ámbito, no solamente vivió en la miseria toda su vida sino también exento de popularidad. A este gran valor de la pintura mexicana, pionero de la escuela nacionalista, los rescató José Luis Bello y Zetina con su libro Pinturas Poblanas que escribió en el año de 1943.
El crítico e historiador del arte poblano, Bernardo Olivares Iriarte, se refería a las obras de Arrieta en 1874 como: 

(...) composiciones de bastante mérito por la verdad y completa ilusión que les ha dado. Este género de obras todos han convenido que hasta la presente no ha tenido rival en la ciudad.

## Obras selectas

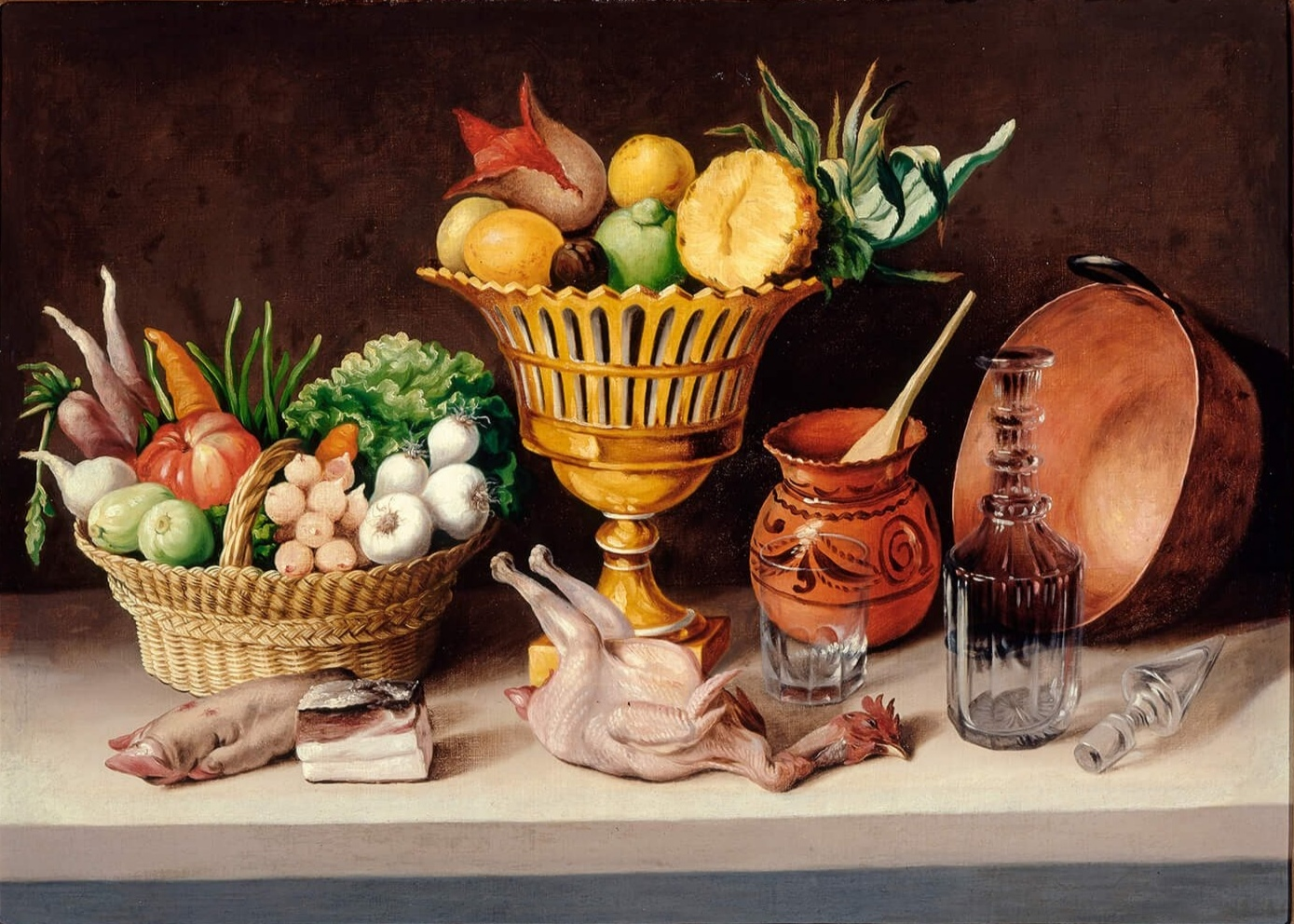
Alacena, 1840, Museo Amparo, Puebla
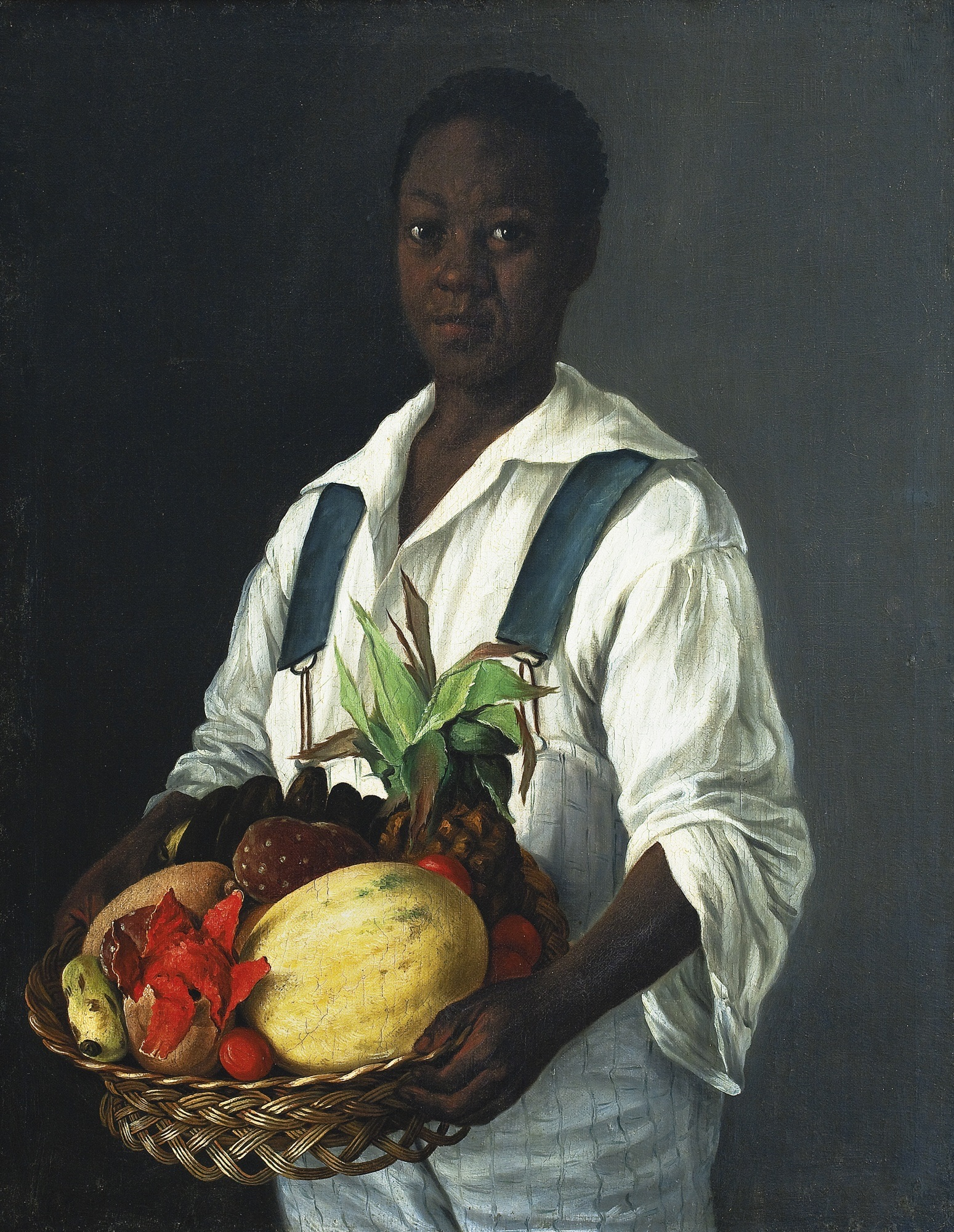
El Costeño, c. 1843, Hispanic Society of America, Nueva York
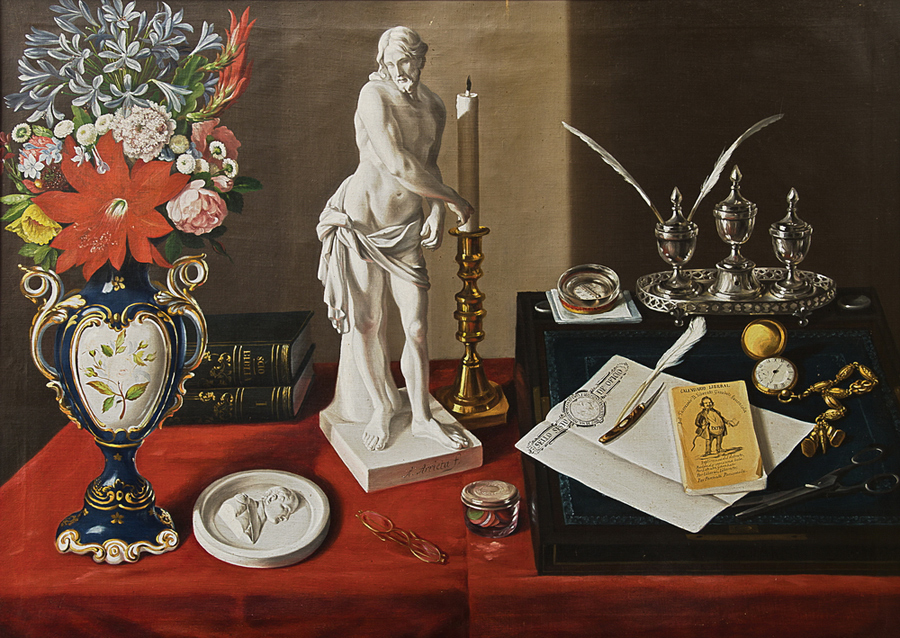
Mesa Revuelta (Bodegón con Cristo y objetos de escritorio), 1850, Museo José Luis Bello y Zetina, Puebla
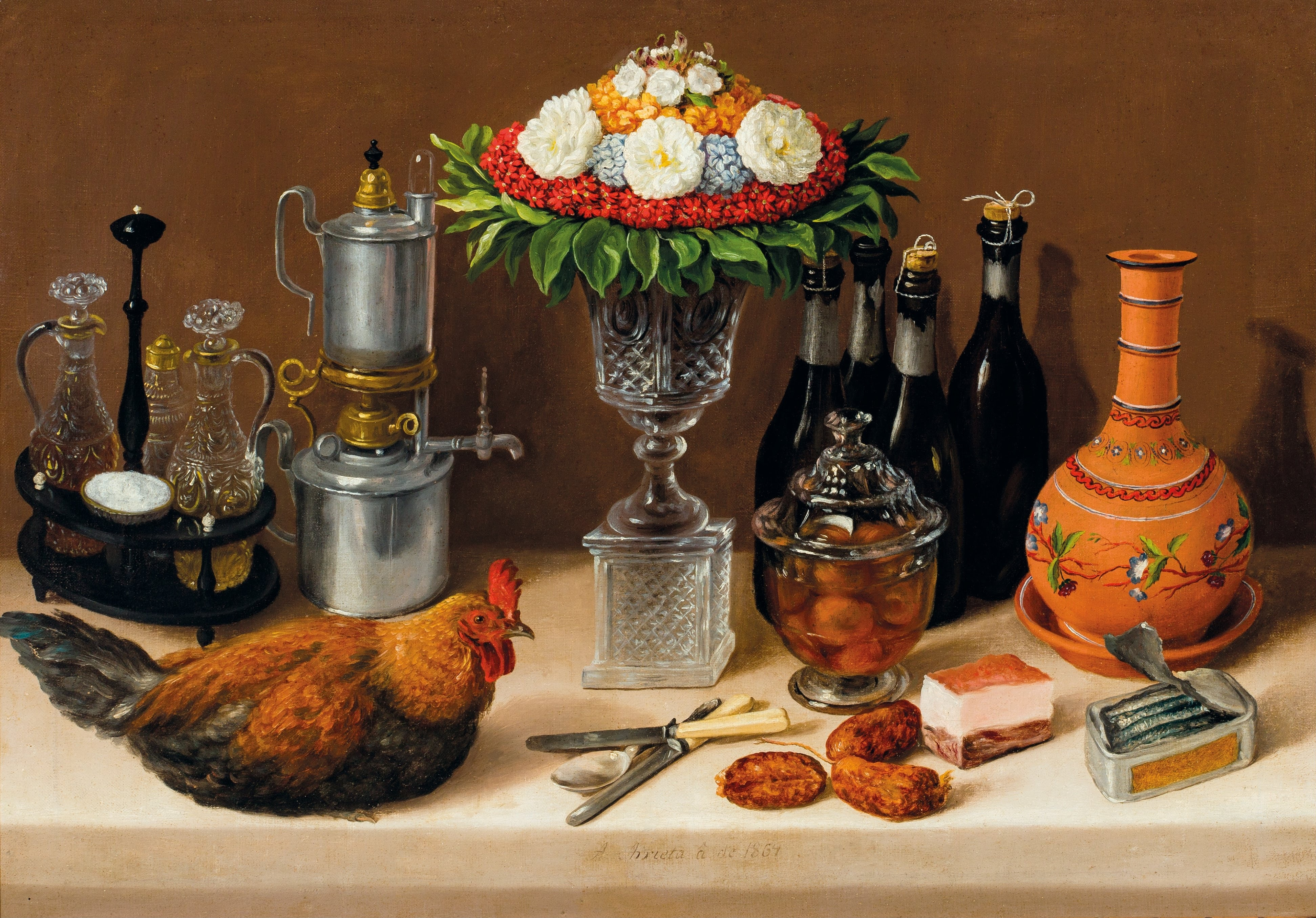
Escena de Comedor, 1864, Casa Museo Guillermo Tovar de Teresa, Ciudad de México
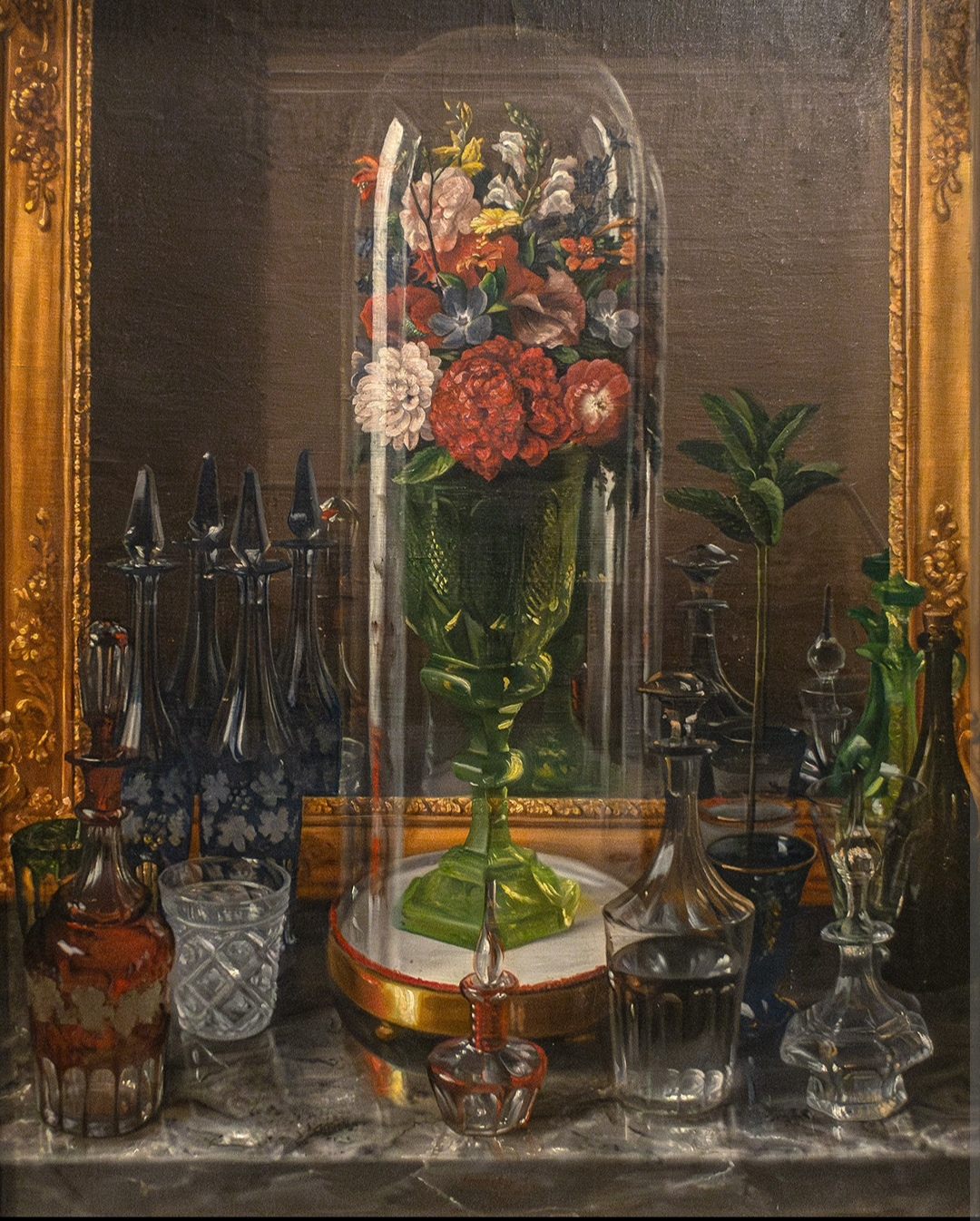
Cristales (Florero verde de cristal prensado en capelo), siglo XIX, Colección Banamex, Ciudad de México
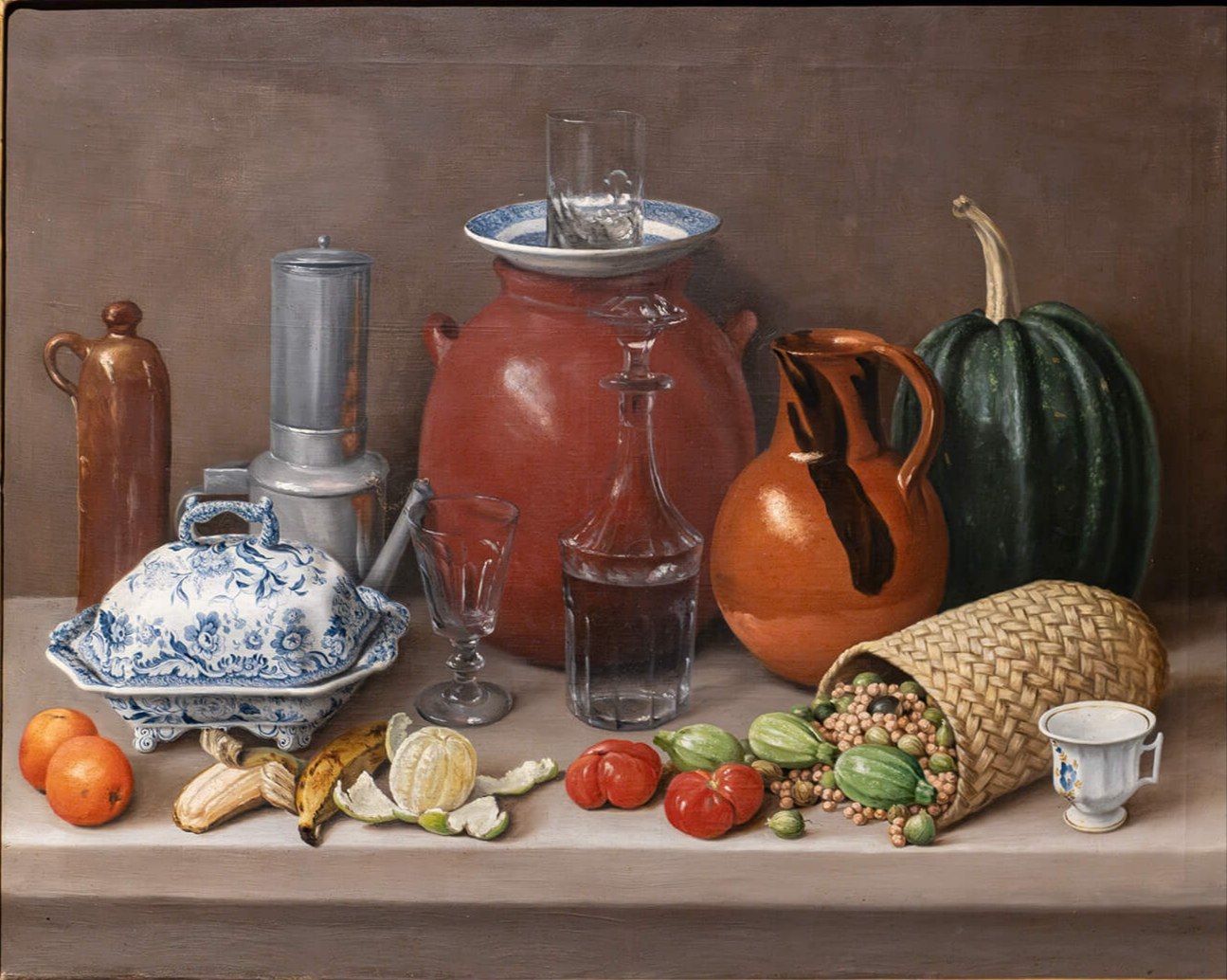
Alacena, siglo XIX, Museo José Luis Bello y González, Puebla